# Suchodol (district de Příbram)
Suchodol est une commune du district de Příbram, dans la région de Bohême-Centrale, en République tchèque. Sa population s'élevait à 381 habitants en 2020.

## Géographie
Suchodol se trouve à 6,5 km au nord-est de Příbram et à 47 km au sud-ouest de Prague.
La commune est limitée par Pičín au nord-ouest et au nord, par Kotenčice et Dlouhá Lhota à l'est, par Drásov, Dubenec, Občov et Dubno au sud, et par Trhové Dušníky à l'ouest.

## Histoire
La première mention écrite de la localité date de 1360.

## Administration
La commune se compose de deux quartiers :
- Líha
- Suchodol

## Transports
Par la route, Suchodol se trouve à 7 km de Příbram et à 57 km de Prague.